# Citrato di bismuto e ammonio
Il citrato di bismuto e ammonio è un sale di ammonio e bismuto dell'acido citrico.